# Климат Химачал-Прадеш
Климат штата Химачал-Прадеш очень разнообразный в связи с изменением высоты от 450 до 6500 метров. От изменяется от горячего и суб-гумидного тропического (450—900 метров) но юге и внизу, к тёплому и умеренному (900—1800 метров), прохладному и умеренному (1900—2400 метров) и мерзлотному и альпийскому (2400—4800 метров) в северной и восточной части хребтов.
В октябре ночью и утром очень холодно. Снегопад на высоте около 3000 м составляет около 3 м и длится с начала декабря до конца марта. Около 4500 м, вечный снег.
Весенний сезон начинается с середины февраля до середины апреля. Погода приятная и комфортная.
Дождливый сезон начинается в конце июня. Пейзаж становится зелёным и свежим. В течение этого сезона наполняются ручьи и источники. Проливные дожди в июле и августе вызывают много ущерба из-за эрозии, наводнений и оползней. Из всех районов штата, Дхарамсала получает высочайший уровень осадков, около 3400 мм. Спити — самый сухой район штата (количество осадков ниже 50 мм). Причина в том, что он окружён высокими горами со всех сторон.
| Особенности и характеристики | Сивалик           | Среднегорье   | Высокогорье        | Транс-гималайская зона  |
| ---------------------------- | ----------------- | ------------- | ------------------ | ----------------------- |
| Высота                       | до 800 м          | 800м-1600 м   | 1600м-2700м        | 2700м-3600м             |
| Тип зоны                     | Долины и подножья | Горы и хребты | Альпийская зона    | Лахул и Спити и Киннаур |
| Климат                       | Субтропики        | едва тепло    | прохладно и влажно | сухо и очень холодно    |
| Осадки в мм.                 | 1500              | 1500-3000     | 1000-1500          | 500                     |
| % от площади штата           | 30 %              | 10 %          | 25 %               | 35 %                    |
| % возделываемой территории   | 55 %              | 30 %          | 10 %               | 5 %                     |